# Lijst van voetbalinterlands China - Frankrijk
Deze lijst van voetbalinterlands is een overzicht van alle officiële voetbalwedstrijden tussen de nationale teams van China en Frankrijk. De landen speelden tot op heden twee keer tegen elkaar. De eerste ontmoeting, een vriendschappelijke wedstrijd, werd gespeeld in Saint-Étienne op 7 juni 2006. Voor het Frans voetbalelftal was dit de laatste oefenwedstrijd voor het Wereldkampioenschap voetbal 2006. Het laatste duel tussen beide teams vond plaats op 4 juni 2010 in Saint-Pierre (Réunion). Voor het Frans voetbalelftal was dit de laatste oefenwedstrijd voor het Wereldkampioenschap voetbal 2010.

## Wedstrijden
| № | Plaats        | Datum       | Competitie        | Wedstrijd         | Uitslag |
| - | ------------- | ----------- | ----------------- | ----------------- | ------- |
| 1 | Saint-Étienne | 7 juni 2006 | Vriendschappelijk | Frankrijk – China | 3 – 1   |
| 2 | Saint-Pierre  | 4 juni 2010 | Vriendschappelijk | Frankrijk – China | 0 – 1   |

## Samenvatting
| Competitie        | Totaal gespeeld | Winst China | Gelijk | Winst Frankrijk | Doelsaldo China – Frankrijk |
| ----------------- | --------------- | ----------- | ------ | --------------- | --------------------------- |
| Vriendschappelijk | 2               | 1           | 0      | 1               | 2 − 3                       |
| Totaal            | 2               | 1           | 0      | 1               | 2 − 3                       |

Wedstrijden bepaald door strafschoppen worden, in lijn met de FIFA, als een gelijkspel gerekend.

## Details

### Eerste ontmoeting
| Vriendschappelijk (Saint-Étienne, Frankrijk, 7 juni 2006):  |       |                      |
| Frankrijk                                                   | 3 – 1 | China                |
| David Trezeguet 30' Yun Wang 90' (e.d.) Thierry Henry 90+2' | goals | 69' (pen.) Zhi Zheng |

### Tweede ontmoeting
| Vriendschappelijk (Saint-Pierre, Réunion, 4 juni 2010): |       |                    |
| Frankrijk                                               | 0 – 1 | China              |
|                                                         | goals | 68' Zhuoxiang Deng |